# الواسطى (أسيوط)
قرية الواسطى هي إحدى القرى التابعة لمركز الفتح في محافظة أسيوط في جمهورية مصر العربية. حسب إحصاءات سنة 2006، بلغ إجمالي السكان في الواسطى 32139 نسمة، منهم 16646 رجل و15493 امرأة.